# Agudas Chasidei Chabad

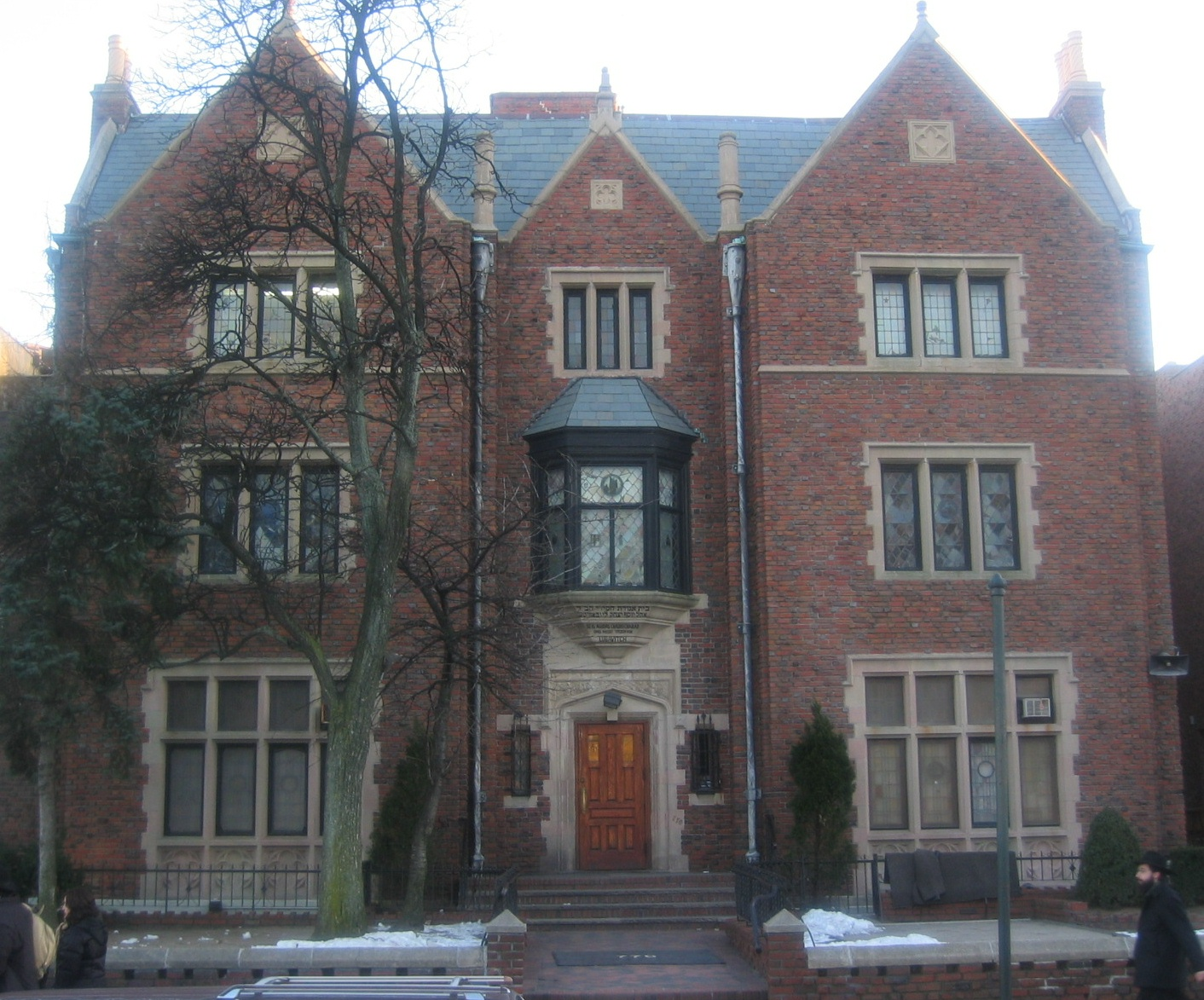
L'ufficio principale dell'Agudas Chassidei Chabad a Brooklyn (New York).

Agudas Chassidei Chabad (Unione dei Chassidim Chabad, o Associazione dei Chassidim Chabad, nota anche con l'abbreviazione "Aguch") è un'organizzazione onnicomprensiva del movimento mondiale Chabad-Lubavitch. Amministra tre degli uffici Lubavitch principali: Machneh Israel, Merkos L'Inyonei Chinuch e la Kehot Publication Society. Il presidente del Comitato Direttivo è il rabbino Abraham Shemtov.

## Fondazione
Il sesto Rebbe di Lubavitch Rabbi Yosef Yitzchok Schneersohn scrisse su "Cheshvan, 5684" (Autunno 1923) alla comunità Chabad in America istruendola di organizzarsi formalmente in un ente comunitario. Delineò gli obiettivi per questo organismo societario: per unificare "i Chassidim (aderenti) a Chabad, per stabilire le ordinanze di ogni sinagoga Chabad riguardanti lo studio comunitario dello Chassidus... Per stabilire heder per i bambini e con insegnanti timorosi di Dio. Per stabilire yeshivot per gli studenti, tramite i quali poi si possa diffondere la Torah... e per sostenere le organizzazioni fondate dai precedenti Rebbe (Chabad)".
L'organizzazione è stata costituita nello Stato di New York, nel luglio del 1924, con il nome di "Agudas HaChasidim Anshei Chabad Beartzot Habris" (Unione di chassidim, membri di Chabad), che fu poi abbreviato in "Agudas Chassidei Chabad Beartzot Habris veCanada" (Unione degli Aderenti Chabad di Stati Uniti e Canada).
Il primo presidente dell'organizzazione fu Moshe Eliezer (Morris L.) Kramer ed il suo segretario Dovid Shifrin, che era stato uno dei primi chasidim Chabad ad arrivare in America. I primi uffici furono collocati nella fabbrica di pantaloni di Morris Kramer, al 643 Broadway, New York. Alla morte di Morris Kramer, nel 1925, suo figlio maggiore Chaim Zalman (Hyman S.) Kramer divenne presidente. Oggi è in gran parte guidata dal rabbino Avrohom (Abraham) Shemtov.
Nel 1926 il rabbino Yisroel Jacobson emigrò a New York e fu nominato come uno dei vicepresidenti. Giocò un ruolo di primo piano nelle attività dell'organizzazione nella generazione successiva.
Tra i risultati degni di nota dell'Agudas Chassidei Chabad, durante questo periodo, furono lo sviluppo della rete di sinagoghe Nusach Ari in America; il sostentamento delle organizzazioni e comunità Lubavitch in Russia e in Israele; il supporto della visita del rabbino Joseph Isaac Schneersohn in America nel 1929-1930; aiutare gli sforzi di salvataggio di Rabbi Schneerson allo scoppio della seconda guerra mondiale ed il contributo agli aiuti umanitari e di soccorso durante la seconda guerra mondiale e negli anni del dopoguerra.

## Arrivo in America di Rabbi Joseph Schneersohn
Nell'inverno del 1940 Rabbi Yosef Yitzchok Schneersohn arrivò in America. I membri dell'Agudas Chassidei Chabad riconobbero che il Rebbe aveva bisogno di una casa e si premurarono di acquistarne una. Modificarono inoltre gli articoli della costituzione societaria in modo da includere quanto segue (estratto dal Certificato Costitutivo, 5 luglio 1940):
Primo: il nome della società sarà AGUDAS CHASIDEI CHABAD OF UNITED STATES.
Secondo: l'"Agudas Chassidei Chabad" consiste dell'unione di pii ebrei ortodossi la cui concezione della religione è la pietà, studio, conoscenza, aiuto reciproco e carità, ognuno dei quali viene praticato in uno spirito di sincerità, allegria, umiltà e modestia, con un pieno apprezzamento e adesione allo spirito di americanismo e democrazia.
Terzo: le finalità per cui si forma questa società sono come segue:
 (a) Promuovere il benessere religioso, intellettuale, morale e sociale tra i suoi membri e le loro famiglie.
 (b) Favorire lo spirito di americanismo tra i suoi membri e famiglie, promuovendo l'amore della democrazia e dei principi fondamentali su cui si fonda la democrazia americana, il tutto senza alcuna affiliazione politica o implicazione di qualsiasi genere.
 (c) Favorire lo spirito dell'ebraismo ortodosso tra i suoi membri e loro famiglie, e tra i membri della fede ebraica.
 (d) Istituire, mantenere e condurre un luogo di culto in conformità con il rituale chassidico e le modalità di culto della fede ebraica ortodossa, i suoi usi e tradizioni, per i suoi membri, le loro famiglie e amici.
 (e) Istituire e mantenere gruppi e circoli di studio per l'apprendimentoe e la diffusione dei principi di chassidismo Chabad, vale a dire: la devozione alla religione ebraica ortodossa, lo studio, apprendimento, conoscenza, aiuto reciproco e carità, che devono tutti essere osservati in uno spirito di sincerità, allegria, umiltà e modestia con un pieno apprezzamento e adesione allo spirito di americanismo e democrazia.
 (f) Sostenere, mantenere e gestire una scuola per lo studio della Sacra Legge e condurre classi per gli insegnamenti degli usi e tradizioni della fede ebraica ortodossa.
 (g) La suddetta modalità di culto e tutte le attività religiose saranno sotto la giurisdizione di Rabbi Joseph Isaac Schneersohn, Rabbino Capo, della Gerarchia della Chasidei Agudas Chabad, e dei suoi successori.
 (h) Acquistare, possedere e gestire beni mobili ed immobili per ospitare le sue attività, e fornire un luogo adatto in cui il Rabbino Capo della Gerarchia della Chasidei Agudas Chabad possa mantenere e portare avanti le attività religiose di detta Gerarchia.
 (i) Mantenere filiali in quegli stati, territori, governi o paesi che saranno ritenuti necessari per svolgere adeguatamente il lavoro di questa società, ma sempre sotto le leggi di detti Stati, governi o paesi in cui tali succursali saranno situate. Far iscrivere membri negli Stati Uniti e in Canada per assistere nelle finalità e attività precedentemente indicate.
Quarto: L'ufficio principale di detta società sarà situato al 770 Eastern Parkway, nel quartiere di Brooklyn, New York.

## Transizione della direzione a Rabbi Menachem Mendel Schneerson
Rabbi Joseph Isaac Schneersohn morì nel gennaio 1950. L'anno dopo, suo genero, Rabbi Menachem Mendel Schneerson, gli successe quale Rebbe e supervisore delle varie organizzazioni Lubavitch.

## Biblioteca dell'Agudas Chassidei Chabad
Durante la seconda guerra mondiale Rabbi Yosef Yitzchak fu costretto a fuggire dall'USSR e si trasferì in Polonia. Il governo sovietico gli permise di portarsi dietro molti dei volumi tratti dalla sua biblioteca. Nel marzo 1940 Rabbi Yosef Yitzchak riuscì a scappare dall'Europa e andare negli Stati Uniti ma sfortunatamente dovette abbandonare la sua biblioteca. Negli anni 1970 molti dei testi furono recuperati in Polonia e restituiti a Chabad. Attualmente la biblioteca è diretta da Rabbi Shalom Dovber Levine e contiene più di 250.000 libri.